# Henriette Gottlieb

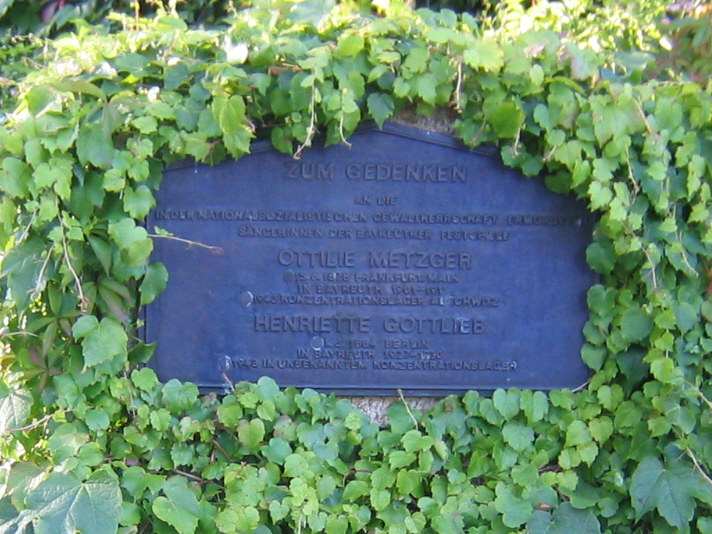
Placa en el parque del Festival de Bayreuth, en memoria de Henriette Gottlieb y Ottilie Metzger.

Henriette Gottlieb (1884, Berlín - 2 de enero de 1942, Lodz) fue una soprano dramática alemana; debido a su origen judío murió durante el holocausto nazi.
Se consagró cantando como Brunilda en el Théâtre des Champs-Élysées de Paris en El anillo del nibelungo en 1928. Su carrera terminó abruptamente cuando fue deportada al gueto de Lodz en 1941, donde murió un año después.

Gramophone
"El elenco también incluye a la diminuta soprano Henriette Gottlieb, una bella cantante que falleció en Auschwitz 13 años después. Gottlieb hace una Brunilda definitivamente femenina (más una Lehmann que una Leider) y la dirección de von Hoesslin genera una considerable excitación. Los originales se han tratado tan hábilmente como ha sido posible a 78rpm, utilizando copias."

## Registros
- mp3 ♪ Wagner - 'Die Walküre': "Nun zäume dein Ross" (with Ludwig Weber; Paris, 1930) ♪